# Castone Setti
Castone Setti (fl. XX secolo) è stato un calciatore italiano, di ruolo portiere.

## Biografia
Amatissimo dai tifosi per il ventennio in cui ha difeso la porta del Carpi, era soprannominato il "Gatto Magico", dopo il calcio si cimenterà in altri sport, dal ciclismo al tennis, sarà giudice sportivo ed arbitro, sempre col fidato berrettino in testa.

## Carriera
Prima e dopo è stato il Portiere con la P maiuscola, dal Prato del mercato alla Jucunditas di Carpi dal 1909, poi dopo la guerra combattuta, dieci consecutive stagioni con il Carpi, poco meno di cento presenze di campionato, in tutto venti anni a difendere la porta carpigiana. Negli anni sessanta la società lo premierà con una medaglia d'oro per l'attaccamento alla maglia.